# 1985 en santé et médecine
| Années de la santé et de la médecine : 1982 - 1983 - 1984 - 1985 - 1986 - 1987 - 1988    |
| Décennies de la santé et de la médecine : 1950 - 1960 - 1970 - 1980 - 1990 - 2000 - 2010 |

Cet article présente les faits marquants de l'année 1985 en santé et médecine.

## Décès
- Sten Forshufvud (né en 1903), chirurgien-dentiste suédois et amateur en toxicologie, auteur d'une thèse controversée sur les causes de la mort de Napoléon.